# Горнє Зделиці
46°01′ пн. ш. 16°52′ сх. д. / 46.02° пн. ш. 16.87° сх. д.
Горнє Зделиці (хорв. Gornje Zdelice) — населений пункт у Хорватії, у Б'єловарсько-Білогорській жупанії у складі громади Капела.

## Населення
Населення за даними перепису 2011 року становило 128 осіб.
Динаміка чисельності населення поселення: